# 尾沢村
尾沢村（おざわむら）は群馬県の南西部、甘楽郡に属していた村。

## 地理
- 河川：南牧川、馬坂川、熊倉川、星尾川、渋沢川

## 歴史
- 1889年（明治22年）4月1日 町村制施行により、星尾村、羽沢村、砥沢村、熊倉村が合併し北甘楽郡尾沢村が成立する。
- 1950年（昭和25年）4月1日 北甘楽郡が甘楽郡と改称する。
- 1955年（昭和30年）3月15日 磐戸村、月形村と合併し南牧村を新設する。